# ایسوس ئی‌ئی‌ئی‌باکس پی‌سی
ایسوس ئی‌ئی‌ئی باکس پی‌سی یک رایانه نت‌تاپ از شرکت ایسوس و از سری ایسوس ای‌ای‌ای می‌باشد که در ۱۱ اوت ۲۰۰۸ معرفی شد.